# 4522-es mellékút (Magyarország)
A 4522-es számú mellékút egy 6,5 kilométer hosszú, négy számjegyű mellékút Csongrád-Csanád vármegye területén; a Tisza bal partján fekvő Mindszent települést köti össze a túlparton fekvő Bakssal, és a Szeged-Csongrád közt húzódó 4519-es úttal. Érdekessége, hogy nem végig szárazföldön vezet: a Tisza folyását ugyanis komppal keresztezi, de a komp útvonala is az út részeként számítódik.

## Nyomvonala
Mindszent központjának nyugati részén ágazik ki a 4521-es útból, annak 16+650-es kilométerszelvénye táján. Nyugat-északnyugat felé indul, Kossuth Lajos utca néven, és nagyjából 1,2 kilométer után kilép a belterületről. Komppal átszeli a Tiszát, majd a túlsó parton (a folyó sodorvonala után) már Baks területén folytatódik, nagyjából északnyugati irányban, így éri el a község lakott területét, nagyjából 6,3 kilométer után. Kicsivel ezután véget is ér, a település déli szélén, beletorkollva a Csongrád-Szeged közt húzódó 4519-es útba, annak 21+700-as kilométerszelvényénél; ugyanott ágazik ki az útból észak felé a Baks főutcájának tekinthető, Máriatelep községrészig húzódó 45 127-es út.
Teljes hossza, az országos közutak térképes nyilvántartását szolgáló kira.gov.hu adatbázisa szerint 6,475 kilométer.

## Települések az út mentén
- Mindszent
- Baks

## Története
1934-ben a kereskedelem- és közlekedésügyi miniszter 70 846/1934. számú rendelete a teljes hosszában harmadrendű főúttá nyilvánította, a Kistelek-Hódmezővásárhely közti 422-es főút részeként.